# Martin Ťapák
Martin Ťapák (Liesek, 13 ottobre 1926 – Bratislava, 1º febbraio 2015) è stato un regista, attore, ballerino e coreografo slovacco.

## Biografia
Studiò al Conservatorio di Bratislava. Nel 1956 completò gli studi di coreografia all'Alta scuola di arti musicali. Dal 1945 al 1950 fu attore e assistente alla regia al teatro di prosa del Teatro Nazionale Slovacco. Dal 1950 al 1958 fu coreografo e regista per Il Collettivo artistico popolare slovacco (SĽUK), dal 1959 al 1961 al teatro Laterna magika di Praga e dal 1961 regista per la casa cinematografica statale Slovenský film a Bratislava. Passò quindi dalla recitazione alla regia teatrale e da questa alla regia cinematografica, esordendo con cortometraggi sulle tradizioni popolari slovacche, che erano al centro dei suoi interessi.
Nel 1969 lo Stato gli attribuì il titolo di artista meritevole e nel 1988 il titolo di artista nazionale.

## Filmografia
- 1948: Bílá tma (attore nel ruolo di Nazarov)
- 1948: Vlčie diery (attore nel ruolo di Nazarov Sáša)
- 1949: Katka (attore)
- 1950: Priehrada (attore nel ruolo del garzone)
- 1951: Akce B (attore nel ruolo del soldato Ondro)
- 1953: Rodná zem (attore nel ruolo di Martin)
- 1956: Neporažení (attore nel ruolo del soldato Janko)
- 1958: Dáždnik svätého Petra (attore nel ruolo del cocchiere Maťo)
- 1958: Zatoulané dělo (attore nel ruolo di Slávek)
- 1959: Kapitán Dabač (attore nel ruolo di Maťo)
- 1959: Muž, ktorý sa nevrátil (attore nel ruolo dell'autista)
- 1960: Práče (attore nel ruolo di Gallo)
- 1960: Přežil jsem svou smrt (attore nel ruolo di Vaska)
- 1961: Pieseň o sivom holubovi (attore nel ruolo del partigiano slovacco)
- 1961: Procesí k Panence (attore nel ruolo di Vojta)
- 1962-63: Jánošík I-II (attore nel ruolo di Uhorčík)
- 1963: Ikarie XB 1 (attore nel ruolo di Petr Kubeš)
- 1963: Kto si bez viny (attore nel ruolo di Fillo)
- 1964: Balada o Vojtovej Maríne
- 1965: Kubo (regia)
- 1966: Živý bič (regia)
- 1971: Nevesta hôľ (regia)
- 1972: Zajtra bude neskoro (regia con Aleksandr Karpov)
- 1973: Putovanie do San Jaga (regia)
- 1974: Deň, ktorý neumrie (regia e attore nel ruolo del capitano Rybin)
- 1975: Pacho, hybský zbojník (regia)
- 1976: Sváko Ragan (regia), film per la televisione
- 1976: Stratená dolina (regia)
- 1977: Vianočné oblátky (regia)
- 1978: Krutá ľúbosť (regia)
- 1980: Hodiny (regia)
- 1981: Plavčík a Vratko (regia)
- 1982: Popolvár najväčší na svete (regia)
- 1983: Zrelá mladosť (regia)
- 1984: Návrat Jána Petru (regia)
- 1984: Dies irae (regia), film per la televisione
- 1985: Skleníková Venuša (regia)
- 1986: Kohút nezaspieva (regia)
- 1987: Neďaleko do neba (regia)
- 1989: Montiho čardáš (regia)